# Кларк, Рэмси
Уильям Рэмси Кларк (англ. William Ramsey Clark; 18 декабря 1927, Даллас — 9 апреля 2021) — американский государственный деятель, юрист и правозащитник. Министр юстиции США (генеральный прокурор) в 1967—1969 годах при президенте Линдоне Джонсоне.
Известен своей правозащитной деятельностью и критикой вмешательства США в дела других государств. Лауреат премии ООН за заслуги в области прав человека.

## Биография

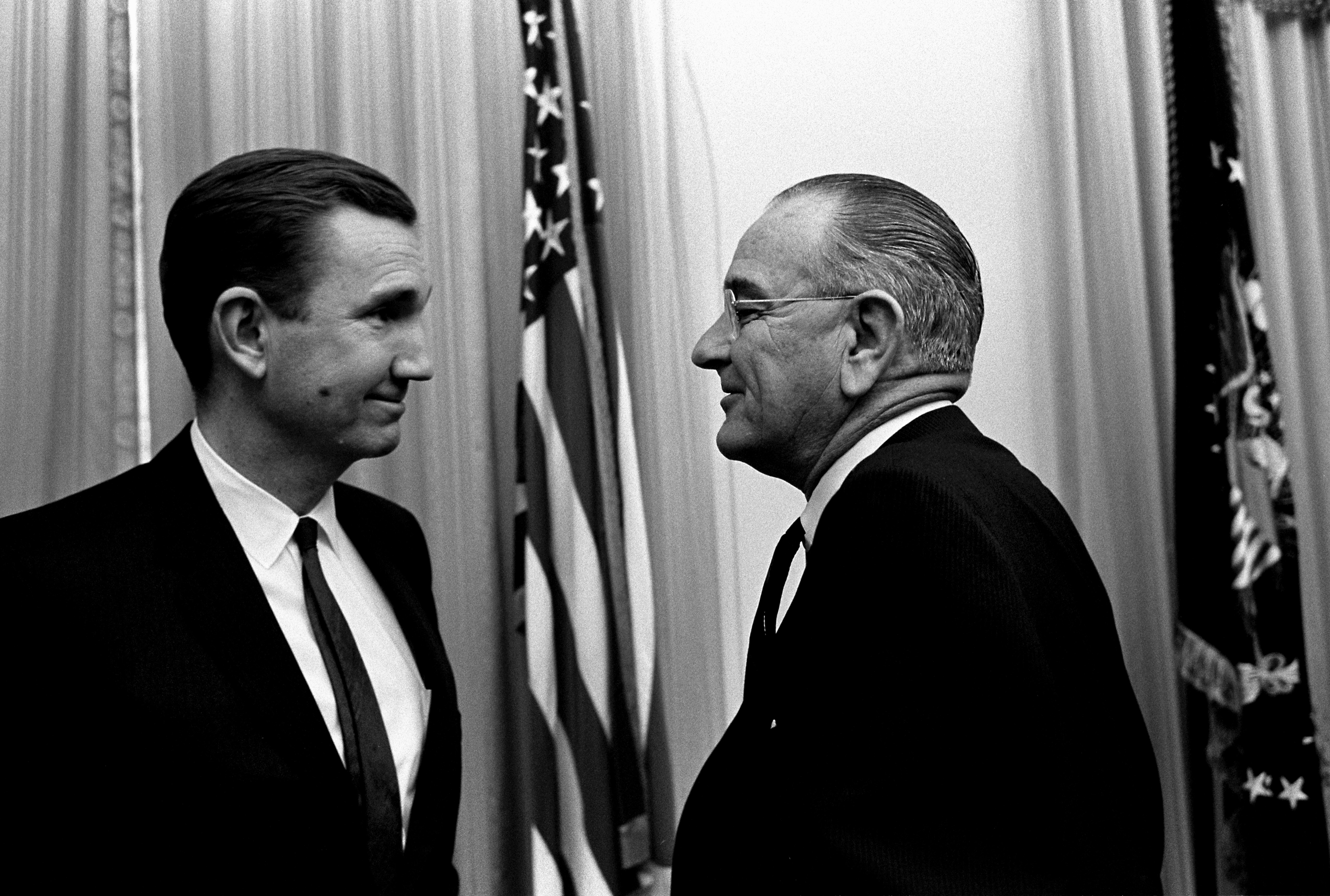
Рамсей Кларк и президент США Линдон Джонсон

Родился в Далласе в семье Тома Кэмпбелла Кларка, министра юстиции США. В 1945—1946 годах служил в армии. В 1949 году окончил Техасский университет в Остине, в 1950 году — Чикагский университет. В 1951—1961 годах работал в юридической компании.
С 1961 года начал работать в Министерстве юстиции США.
В 1965—1967 годах — помощник министра юстиции в администрации Линдона Джонсона.
В 1967—1969 годах — министр юстиции (генеральный прокурор) США в администрации Джонсона. Ушел в отставку в знак протеста против войны во Вьетнаме, куда вылетал для сбора документов об американских бомбардировках и жертвах среди мирного населения.
С начала 1990-х годов выступал с резкой критикой внешней политики США. В 1991 году обвинил руководство США в военных преступлениях и преступлениях против человечности за начатую войну в Персидском заливе и санкции против Ирака. Создал организацию «Медицина для Ирака». В Нью-Йорке открыл трибунал «Анти-НАТО», занимавшийся расследованием преступлений правительства США и их союзников против иракского народа. По его словам, из-за экономических санкций Ирак потерял более чем 1,5 миллиона своих граждан, из которых более половины — дети, не дожившие до 5 лет. В 2002 году Кларк заявил: «Сегодня США бомбят Ирак, когда им только заблагорассудится. При этом они вынуждены путём непрерывной пропаганды демонизировать, как Саддама Хусейна, так и весь иракский народ, используя для этого полностью зависящие от правительства США средства массовой информации. Американская пропаганда — это пропаганда расизма, пропаганда ненависти и лжи. Вчера это была антисербская пропаганда, сегодня она антимусульманская и так далее».
В 1999 году выступил против бомбардировок НАТО Югославии. Кларк находился в Югославии в дни бомбардировок, документируя их последствия. Созданный им «Международный центр действия» доставлял в Югославию медикаменты, занимался сбором фактов и документов, которые впоследствии вошли в книгу «НАТО на Балканах». Во время выдачи президента Югославии Слободана Милошевича Гаагскому трибуналу Кларк выступал на площади в Белграде, критикуя это соглашение между США и новым правительством Югославии.
В 2004 году вошёл в состав группы юристов, представлявшей интересы Саддама Хуссейна на судебном процессе. В 2006 году выступил юридическим консультантом Слободана Милошевича. На похоронах бывшего президента Югославии Кларк заявил, что история докажет правоту Милошевича. По словам Кларка, Милошевич искал мира и боролся за единство южных славян. Кларк отмечал: «Преступления США в войне с Югославией документированы, так что есть надежда, что появится истинный международный орган правосудия и правительство США будет призвано к ответу и осуждено в соответствии с международным законом. Мы уничтожили Югославию только потому, что она являлась последним островом социализма в Европе».

## Награды
- Сретенский орден II степени (2012, Сербия).
- Орден «Солидарность» (2014, Куба)[6].
- В 2008 году награждён премией ООН в области защиты прав человека наряду с бывшим Верховным комиссаром ООН по правам человека Луизой Арбур и неправительственной организацией «Human Rights Watch». Вручая премию, председатель Генеральной Ассамблеи Мигель д’Эското Брокман отметил: «Отмечая 60−летнюю годовщину Всеобщей декларации прав человека, мы признаем неустанную работу и неоценимый вклад этих людей и организаций, которые сражались за то, чтобы права и свободы, упомянутые в этом историческом документе, стали реальностью для людей во всех уголках мира»[4].